# Orthosia taeniata
Orthosia taeniata là một loài bướm đêm trong họ Noctuidae.